# U-29 (1936)
U-29 — средняя немецкая подводная лодка типа VIIA, времён Второй мировой войны.

## История
Заказ на постройку субмарины был отдан 1 апреля 1935 года. Лодка была заложена 2 января 1936 года на верфи АГ Везер в Бремене под строительным номером 910, спущена на воду 29 августа 1936 года. Лодка вошла в строй 16 ноября 1936 года под командованием капитан-лейтенанта Гейнца Фишера.

## Командиры
- 16 ноября 1936 года — 31 октября 1938 года Гейнц Фишер
- 1 ноября 1938 года — 3 апреля 1939 года Георг-Гейнц Михель
- 4 апреля 1939 года — 2 января 1941 года капитан-лейтенант Отто Шухарт (кавалер Рыцарского железного креста)
- 3 января 1941 года — 14 сентября 1941 года обер-лейтенант цур зее Георг Лассен (кавалер Рыцарского железного креста)
- 15 сентября 1941 года — 5 мая 1942 года Гейнрих Hasenschar
- 6 мая 1942 года — 30 июня 1942 года обер-лейтенант цур зее Карл-Гейнц Марбах (кавалер Рыцарского железного креста)
- 15 ноября 1942 года — 20 августа 1943 года обер-лейтенант цур зее Рудольф Цорн
- 21 августа 1943 года — 2 ноября 1943 года обер-лейтенант цур зее Эдуард Ауст
- 3 ноября 1943 года — 17 апреля 1944 года обер-лейтенант цур зее граф Ульрих-Филлип фон унд цу Арко-Циннеберг

## Флотилии
- 16 ноября 1936 года — 31 августа 1939 года — 2-я флотилия
- 1 сентября 1939 года — 31 декабря 1939 года — 2-я флотилия
- 1 января 1940 года — 1 января 1941 года — 2-я флотилия
- 2 января 1941 года — 30 июня 1942 года — 24-я флотилия (учебная)
- 1 ноября 1942 года — 31 августа 1943 года — 24-я флотилия (учебная)
- 1 сентября 1943 года — 30 ноября 1943 года — 23-я флотилия (учебная)
- 1 декабря 1943 года — 17 апреля 1944 года — 21-я флотилия (учебная)

## История службы

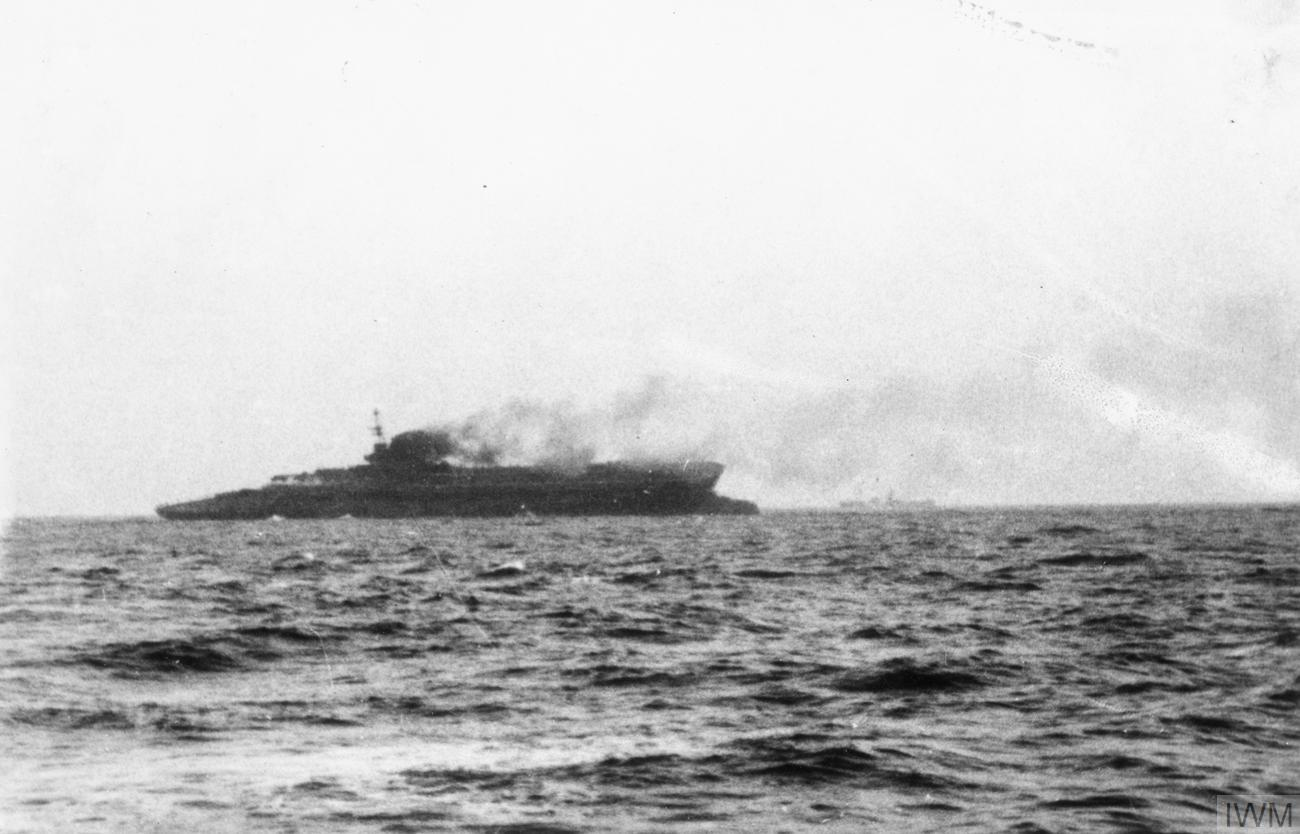
Тонущий авианосец HMS Courageous (1916)

Лодка совершила 7 боевых походов. Потопила 12 судов суммарным водоизмещением 67 277 брт и один военный корабль водоизмещением 22 500 тонн
17 сентября 1939 года под командованием капитан-лейтенанта Шухарта U-29, возвращавшаяся на базу после патрулирования, потопила британский авианосец HMS Courageous (22 500 тонн). 518 членов экипажа «Корейджеса» погибли. После торпедирования лодка была обнаружена и атакована британскими эсминцами. Преследование длилось 4 часа, после чего у эсминцев закончились глубинные бомбы, а лодка ускользнула, отделавшись небольшими повреждениями.
После потери «Корейджеса» британские авианосцы надолго прекратили охоту за немецкими подводными лодками. Весь экипаж U-29 получил награды.
В конце войны U-29 использовалась в разведывательных целях. Была затоплена 4 мая 1945 года в заливе Купфермюлен, поднята и разделана на металл в 1948 году.

## Волчьи стаи
U-29 входила в состав следующих «волчьих стай»:
- Рёзинг 12 июня — 15 июня 1940 года
- безымянная 20 сентября — 22 сентября 1940 года

## Потопленные суда
| Дата             | Тип            | Название          | Тоннаж (брт) | Груз                                                            | Флаг                       | Статус   | Примечание         | Координаты                |
| ---------------- | -------------- | ----------------- | ------------ | --------------------------------------------------------------- | -------------------------- | -------- | ------------------ | ------------------------- |
| 8 сентября 1939  | танкер         | Regent Tiger      | 10 176       | 10600 тонн автомобильного бензина, 3400 тонн дизельного топлива | Флаг Великобритании        | потоплен |                    | 49°57′ с. ш. 15°34′ з. д. |
| 13 сентября 1939 | буксир         | Neptunia          | 798          | -                                                               | Флаг Великобритании        | потоплен |                    | 49°20′ с. ш. 14°40′ з. д. |
| 14 сентября 1939 | танкер         | British Influence | 8 431        | 12000 тонн дизельного топлива и мазута                          | Флаг Великобритании        | потоплен |                    | 49°43′ с. ш. 12°49′ з. д. |
| 17 сентября 1939 | авианосец      | HMS Courageous    | 22 500 тонн  |                                                                 | Флаг Великобритании        | потоплен |                    | 50°10′ с. ш. 14°45′ з. д. |
| 3 марта 1940     | грузовое судно | Cato              | 710          | 400 тонн генерального груза                                     | Флаг Великобритании        | потоплен | подорвался на мине | 51°24′ с. ш. 3°37′ з. д.  |
| 4 марта 1940     | грузовое судно | Pacific Reliance  | 6 717        | генеральный груз, включая хлопок и авиационные детали           | Флаг Великобритании        | потоплен | конвой HX-19       | 50°28′ с. ш. 5°49′ з. д.  |
| 4 марта 1940     | грузовое судно | Thurston          | 3 072        | 4500 тонн марганцевой руды                                      | Флаг Великобритании        | потоплен |                    | 50°23′ с. ш. 5°49′ з. д.  |
| 16 марта 1940    | грузовое судно | Slava             | 4 512        | уголь, кокс                                                     | Флаг Югославии (1945—1991) | потоплен | подорвался на мине | 51°20′ с. ш. 3°39′ з. д.  |
| 26 июня 1940     | грузовое судно | Dimitris          | 5 254        | 9028 тонн различных злаков                                      | Греция                     | потоплен |                    | 44°23′ с. ш. 11°41′ з. д. |
| 1 июля 1940      | грузовое судно | Adamastos         | 7 466        | пшеница                                                         | Греция                     | потоплен |                    | 46°20′ с. ш. 14°30′ з. д. |
| 2 июля 1940      | танкер         | Athellaird        | 8 999        | в балласте                                                      | Флаг Великобритании        | потоплен | конвой OB-176      | 47°24′ с. ш. 16°49′ з. д. |
| 2 июля 1940      | грузовое судно | Santa Margarita   | 4 919        | в балласте                                                      | Флаг Панамы                | потоплен |                    | 47°10′ с. ш. 16°10′ з. д. |
| 25 сентября 1940 | грузовое судно | Eurymedon         | 6 223        | 3000 тонн генерального груза                                    | Флаг Великобритании        | потоплен | конвой OB-217      | 53°34′ с. ш. 20°23′ з. д. |